# War Robots
War Robots (dříve s názvem Walking War Robots ) je mobilní videohra vyvinutá a publikovaná herním vývojářem Pixonic. Jedná se o střílečku z pohledu třetí osoby s PvP bitvami v reálném čase režimu multiplayer online battle arena (MOBA). Hráči obsluhují roboty podobné BattleTech na živém bojišti. Poprvé byla vydána pro iOS v roce 2014 a následující rok byla vydána pro Android.

## Bojové režimy
V současné době existuje ve War Robots 6 hlavních typů bitevních režimů. Každý z nich má své vlastní cíle a výzvy.

### Nadvláda
V tomto bitevním režimu má každý tým v horní části obrazovky pruh majáku (modrý pro váš aktuální tým a červený pro tým protivníka). Beacon bar vašeho a vašeho týmu protivníka se bude každých pár sekund pomalu vyčerpávat v závislosti na tom, kolik majáků váš tým nebo nepřátelský tým zachytil. Cílem Domination je zachytit co nejvíce majáků, abyste vyčerpali majákovou lištu soupeřova týmu dříve, než vyčerpají maják vašeho týmu. Jeden tým může vyhrát buď vyčerpáním majáku svého týmu, nebo „zabitím“ všech robotů a Titánů svého týmu.

### Beacon Rush
Tento bojový režim je podobný režimu nadvlády, kde jsou oba týmy vybaveny lištou majáku a cílem je zachytit co nejvíce majáků, abyste vyčerpali lištu majáků protivníka. Hlavní rozdíl mezi režimem Beacon Rush a Domination spočívá v tom, že v režimu Beacon Rush můžete svého robota nasadit na maják na mapě, který váš tým obsadil, aby mohl pokračovat v bitvě,  na rozdíl od režimu dominace, kde si ani nemůžete vybrat, kam svého robota nasadíte. Tato mechanika spawning-on-beacon vám umožňuje používat vaše zachycené majáky jako strategické kontrolní body, abyste se rychleji dostali na určené místo. Stejně jako nadvláda může jeden tým vyhrát buď vyčerpáním majáku svého týmu soupeře, nebo zabitím všech robotů svého týmu.

### Týmový Deathmatch
Někdy hráči zkráceně nazývaný TDM, je bojový režim, jehož cílem je zabít co nejvíce robotů nepřátelského týmu. V horní části obrazovky v tomto bitevním režimu jsou 2 žetony, které zobrazují číslo podle toho, kolik robotů váš tým nebo váš tým protivníka zabil. Tým s největším počtem zabití vyhraje bitvu a pokud bitva skončí se stejným počtem zabití mezi jednotlivými týmy, bitva skončí remízou. Váš tým a nepřátelský tým mohou rozmístit své roboty v jedné ze tří oblastí označených A, B a C na mapě, označených signálním kouřem.

### Vyhlazování/PvE
Ve hře Extermination je cílem zničit co nejvíce nepřátel ovládaných umělou inteligencí a dokončit další výzvy poskytnuté na začátku bitvy. Tento bojový režim má mnoho úrovní (až 5), které jsou postupně těžší, ale s cennějšími odměnami.  Čím více výzev splníte, tím více odměn získáte po skončení bitvy. V tomto herním režimu je aktuálně 7 nepřátel ovládaných umělou inteligencí:
- Tick , malý, rychle se pohybující nepřítel řízený umělou inteligencí, který uděluje AoE poškození vašemu robotovi, který je v dosahu. Obvykle útočí v rojích.
- Tarantula, verze klíštěte, která místo toho, aby útočila pomocí AoE, místo toho používá toxický sprej k poškození vašeho robota. každý projektil spreje způsobí DoT (Damage over Time) a efekt LockDown, který zabrání postiženému robotovi v pohybu.
- Recluse, stacionární nepřítel řízený umělou inteligencí, který vystřeluje naváděcí střely s vysokým poškozením, aby zaútočil na hráče.
- Wanderer, nepřítel řízený tankem AI, který se běžně účastní boje zblízka s hráčem a někdy je vybaven silným obranným systémem. má 2 sloty na zbraně.
- Karakurt, podpora středního dosahu, rychle se pohybující nepřítel řízený umělou inteligencí, který s hráčem svádí boj na střední vzdálenost. při ohrožení se může rychle schovat za kryt. má 3 sloty na zbraně.
- Birdeater, Sniper, který má největší palebnou sílu ze všech výše zmíněných nepřátel, ale je zranitelný hlavně proto, že stojí a nemá moc zdraví.
- Bastion, obrovský pavoučí titán ovládaný umělou inteligencí, který má obrovskou odolnost a palebnou sílu a je schopen se teleportovat, pokud je „mimo hranice“.

### Zdarma pro všechny
Ve hře Free-for-all je cílem mít co nejvíce frag bodů, které získáte zabitím nepřátelského robota, abyste se stali nejlepším hráčem, když bitva skončí.  Během bitvy můžete použít své získané frag body k „obnovení“ vašich zabitých robotů, aby je bylo možné znovu použít, ale také to odstraní množství vašich frag bodů, což může potenciálně snížit vaši hodnost v bitvě. 

### TAM
Relativně nový bojový režim, jehož cílem je doprovázet plovoucí žlutý náklad uprostřed mapy do konečného bodu, který se nachází poblíž místa spawnování týmu protivníka. V některých oblastech map budou kontrolní body, a když tam náklad skončí, každý robot doprovázející náklad musí počkat a na chvíli převýšit počet robotů svého týmu protivníka, který náklad doprovází, aby se náklad mohl znovu pohnout. Pohyb užitečného nákladu je založen na množství robota, který jej doprovází. Čím více robotů stejného týmu doprovází náklad, tím rychleji se náklad pohybuje, a když je počet robotů obou týmů doprovázejících náklad stejný, náklad se nepohne a zůstane na místě.

### Bitvy
Tento bitevní režim se mění v intervalu každých 24 hodin. Cíl závisí na tom, jaký je režim bitvy dostupný pro Skirmish. Příklady režimů Skirmish Battle jsou: Cat and Mice, TDM Brawler's Rumble, BR Sniper's Delight atd.

## Recenze
Engadget Android Police práci zkontrolovala a napsala: „ Walking War Robots není úplně originální – hodně si půjčuje ze série MechWarrior s perspektivou třetí osoby a mobilním ovládáním. Ale jako špičková týmová online multiplayerová mech hra pro Android je také poměrně unikátní pro tuto platformu.“  Droid Gamers byli také většinou pozitivní a poznamenali, že „grafika by mohla být trochu vyleštěnější, ale zase máte na hřišti 12 hráčů, což není maličkost a detaily, které obsahují, jako jsou kouřové stopy od střel a zvuk, jsou pohlcující.“
148apps.com dal příznivou recenzi (4,5 hvězdičky z 5) pro War Robots a uvedl, že "je to zajímavá hra, která působí dostatečně vážně, aby byla realistická. To není maličkost." Recenze od TechRadar uvedla, že to bylo... "Zábavné a příjemné. Ale potřebuje více robotů, zbraní a lepší systém odměn.  App Spy hru také pochválil a napsal, že " Engine pohánějící hru je působivý, i když některé prvky uživatelského rozhraní jsou trochu starý klobouk, a pocit, že jste součástí týmu, který se postaví jinému týmu, je hmatatelný."
Výnosy ze hry dosáhly v roce 2025 více než 1 miliardy dolarů. Hru si nainstalovalo přes 300 milionů hráčů na všech platformách, War Robots má od roku 2024 aktivní měsíční hráčskou základnu 4 miliony.